# Daniele Bonera
Daniele Bonera (1981. május 31., Brescia) olasz labdarúgó.